# Braunrückentaube
Die Braunrückentaube oder Panamataube (Leptotila battyi), gelegentlich auch Braunbackentaube  genannt, ist eine Art der Taubenvögel. Sie ausschließlich in Mittelamerika vor. Sie gilt als in ihrem Bestand als gefährdet.

## Erscheinungsbild
Die Braunrückentaube erreicht eine Körperlänge zwischen 23,5 und 25,5 Zentimeter. Die Männchen haben einen blaugrauen Vorderkopf, der auf dem Scheitel in ein dunkleres Blaugrau übergeht. Der Nacken und der Hinterhals haben dieselbe Gefiederfarbe. Der Mantel ist blaugrau. Die Flügeldecken sowie der Rücken, der Bürzel und die Oberschwanzdecken sind rötlich braun. Die Armschwingen sind von einem dunkleren Olivbraun.
Das Kinn und die Kehle sind blassgrau bis weiß. Die Halsseiten, das Gesicht und die Brust sind blass weinfarben bis weißlich. Der Bauch ist weiß, die Flanken sind rötlich braun. Die Unterschwanzdecken sind isabellfarben bis braun. Die Iris ist individuell stark unterschiedlich und variiert von strohgelb bis grünlich gelb. Die unbefiederte Haut rund um das Auge ist rot. Der Schnabel ist schwarz. Die Beine und Füße sind korallenrot.
Die Weibchen sind insgesamt etwas matter gefärbt. Die Jungvögel sind dagegen dunkler. Die Federn an Kopf und Brust weisen noch zimtfarbene Säume auf. Die Füße und Beine sind bei ihnen noch mattrot.

## Verbreitungsgebiet und Lebensraum
Das Verbreitungsgebiet der Braunrückentaube ist der pazifische Westen Panamas. Sie kommt hier in der  Provinz Veraguas und im Westen der Provinz Herrera vor. Sie besiedelt außerdem einige vor der Küste liegende Inseln.
Der Lebensraum der Braunrückentaube sind die tropischen Regenwälder des Tieflands und der Vorgebirge. Ihre Bestände gehen auf Grund zunehmender Entwaldung in dieser Region zurück. Sie wird außerdem intensiv bejagt.

## Lebensweise
Die Braunrückentaube ist eine bodenbewohnende Taube, deren Lebensgewohnheiten bislang jedoch nur unzureichend untersucht sind. Sie ist ein Standvogel, der sehr heimlich lebt. Sie fliegt nur selten auf und bewegt sich bevorzugt auf dem Boden fort. Nur wenn sie aufgeschreckt wird, fliegt sie auf. Sie lebt einzeln oder paarweise im Unterwuchs der Wälder oder an Waldrändern. Ihre Nahrungsweise ist noch nicht abschließend untersucht. Sie frisst vermutlich aber Sämereien sowie verschiedene Insekten. Die Fortpflanzungszeit fällt vermutlich in den Zeitraum März bis Mai, da Jungvögel wiederholt im Mai gefangen wurden.

## Unterarten
Es sind zwei Unterarten bekannt:
- Leptotila battyi malae Griscom, 1927[5] – Die Unterart kommt an den pazifischen Hängen von Panama und auf der Cébaco-Insel vor.
- Leptotila battyi battyi Rothschild, 1901[6] – Die Nominatform kommt auf der Coiba-Insel vor.

## Etymologie und Forschungsgeschichte
Lionel Walter Rothschild beschrieben die Braunrückentaube unter dem heutigen Namen Leptotila battyi. Das Typusexemplar stammte von der Insel Coiba. Bereits 1837 führte William Swainson die neue Gattung Leptotila für Rotachseltaube (Leptotila rufaxilla (Richard & Bernard, 1792)) ein. Dieser Name leitet sich von den griechischen Worten »leptos λεπτος« für »schlank, mager« und »ptilon πτιλον« für »Feder« ab. Der Artname ist dem Tierpräparator, Sammler und Naturforscher Joseph H. Batty (1847–1906) gewidmet, der 1906 bei einem tragischen Jagdunfall in der Nähe von Pijijiapan im Municipio Pijijiapan umkam. »Malae« wurde nach dem Fundort, der Halbinsel von Cape Mala benannt.

## Einzelbelege
1. 1 2 3  Leptotila battyi in der Roten Liste gefährdeter Arten der IUCN 2016.1. Eingestellt von: BirdLife International, 2016. Abgerufen am 19. Dezember 2016.
2. 1 2   Gibbs, Barnes und Cox: Pigeons and Doves, S. 361.
3. ↑   Gibbs, Barnes und Cox: Pigeons and Doves, S. 362.
4. ↑  IOC World Bird List Pigeons
5. 1 2  Ludlow Griscom, S. 4.
6. 1 2  Lionel Walter Rothschild, S. 33–34.
7. ↑  William Swainson, S. 349.
8. ↑  James A. Jobling S. 222.
9. ↑  Storrs Lovejoy Olson (2008).